# Pietro Manunta
Die Pietro Manunta ist ein RoRo-Schiff der italienischen Reederei Moby Lines, das unter italienischer Flagge fährt. Das Schiff erhielt den Namen nach Pietro Manunta, damals Präsident der Firma Tirrenia – Compagnia italiana di navigazione und ehemaliger Segler des Mascalzone Latino Teams von Vincenzo Onorato.

## Geschichte
Das Schiff wurde 1989 von der schwedischen Reederei Engström Shipping bei Daewoo Shipbuilding & Marine Engineering in Südkorea in Auftrag gegeben. Es wurde in Zusammenarbeit der Reederei und der Werft als Ersatz für die 1988 in der Nordsee gekenterte Vinca Gorthon für den Transport von Papierprodukten, Trailern, PKW und Containern für Mo och Domsjö (MoDoDistribution) mit Eisklasse 1A für die Navigation in massiverem Eis entworfen und 1990 bis 1991 in Geoje gebaut. Im Juli 1991 wurde der RoRo-Frachter als Helena abgeliefert und im Ersteinsatz  in Charter für die Reederei Mody Copy AB, Husum unter schwedischer Flagge eingesetzt. 2006 wurde das Schiff an die norwegische Reederei Eidsiva Rederi ASA (seit 2010 Norwegian Car Carriers ASA) für den Betrieb in der Ostsee verkauft. Im Jahr 2016 wurde das Schiff an Moby Lines verkauft und erhielt den Namen Pietro Manunta. Moby Lines setzt das Schiff auf der Route zwischen Livorno und Olbia auf Sardinien ein.

## Das Schiff

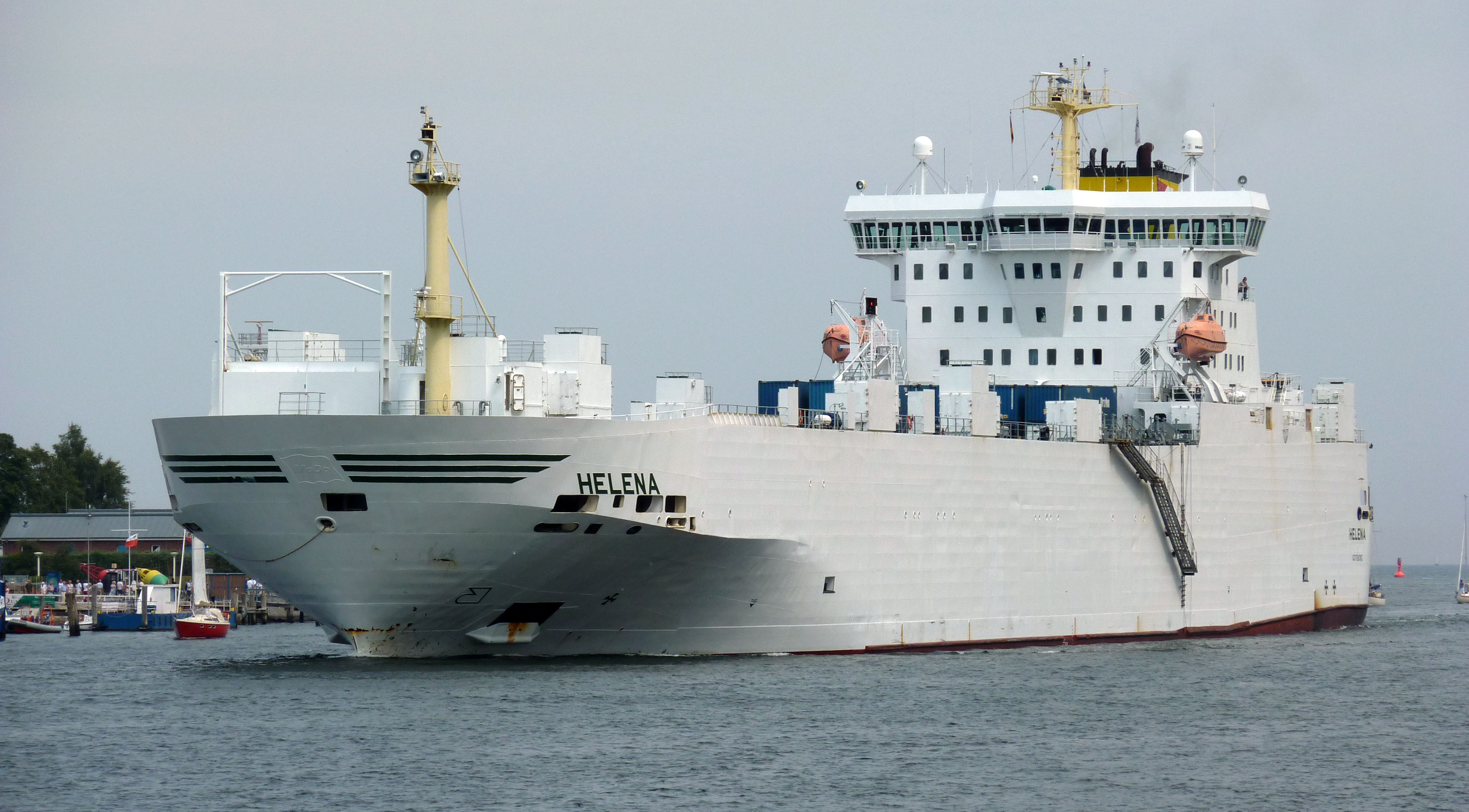
Helena in Travemünde

Das Schiff ist 169 Meter lang und 25,90 Meter breit. Auf den Ladedecks mit 3.200 Spurmetern können bis zu 220 Sattelauflieger transportiert werden. Da es sich um eine Fähre im Linienverkehr über vergleichsweise kurze Distanzen handelt, die ausschließlich für den Transport von rollenden Gütern bestimmt ist, verfügt sie über keine Passagierkapazitäten. Für den Antrieb sorgen zwei Wärtsilä-Vasa-Motoren mit einer Gesamtleistung von 9.050 kW, die das Schiff auf eine Höchstgeschwindigkeit von 15 Knoten bringen können. Das Schiff hat eine Einsatzreichweite von 12.000 Seemeilen.

## Zwischenfall
Am Morgen des 28. August 2021, als die Fähre in Livorno lag, brach im Maschinenraum ein kleineres Feuer aus, das schnell gelöscht werden konnte, ohne dass es negative Folgen für die Besatzung und das Schiff gab.